# Jan Kanty Karwosiecki
Jan Kanty Karwosiecki (Karwosielski) herbu Lubicz – komornik graniczny sandomierski w 1785 roku, łowczy chęciński w latach 1784–1795, wojski większy chęciński w latach 1779–1784, miecznik chęciński w latach 1776–1779, pisarz grodzki chęciński w 1773 roku, skarbnik chęciński w latach 1772–1776, regent grodzki chęciński.
Był komisarzem Sejmu Czteroletniego z powiatu chęcińskiego województwa sandomierskiego do szacowania intrat dóbr ziemskich w 1789 roku. W 1790 roku był członkiem Komisji Porządkowej Cywilno-Wojskowej województwa sandomierskiego dla powiatów chęcińskiego i opoczyńskiego.